# Fredegildus
Fredegildus také Fridegildus či Frigeridus (4. století? – ?) byl markomanský král, který vládl v době římských císařů Valentiana a Gratiana. Během jeho vlády kmen Markomanů svedl mnoho krvavých bojů s moravskými Kvády, kteří se v roce 358 podrobili Římanům, ale po vraždě kvádského krále Gabinia v roce 374 napadli následující rok Panonii. Markomani kromě toho vedli vleklé boje s kmeny Gótů, Vandalů a s prvními příchozími Huny. Po příchodů Hunů se část Markomanů přidala k ustupujícím Vandalům a odešla s nimi ze střední Evropy na západ na Pyrenejský poloostrov do okolí dnešního města Braga, tím nastal úpadek kmene Markomanů. Podle některých zdrojů byla markomanská královna Fritigil Fredegildova dcera.